# Пітер Шеффер
Пітер Шеффер, повне ім'я Пітер Левін Шеффер (англ. Peter Levin Shaffer; 15 травня 1926, Ліверпуль — 6 червня 2016) — британський драматург.

## Життєпис
Народився у місті Ліверпуль. Походить з єврейської родини. Брат близнюка Ентоні Шеффера, продюсера і сценариста. Мати — Река Фредман, батько — Джек Шеффер, продавець нерухомості.
Закінчив школу, потім навчався у школі св. Павла у місті Лондон. Отримав стипендію для навчання в університеті у Кембріджі, Триніті коледж, де вивчав історію.
В період пошуків себе змінив декілька професій, працював шахтарем, в книжковому магазині, працівником у публічній бібліотеці міста Нью-Йорк. Перейшов на літературну роботу, позаяк мав літературні здібності. Отримав Шекспірівську премію за низку створених драматичних творів для театра.

## Обрані твори
- 1954 — «Сіль землі»
- 1957 — «Баланс терору»
- 1955–57 — «Блудний батько»
- 1958 — «Вправи для п'яти пальців»
- 1964 — «Королівське полювання сонця»
- 1965 — «Чорна комедія»
- 1973 — «Еквус»
- 1979 — «Амадеус»
- 1992 — «Дар Горгони»

## Постановки в Україні
У 2010 році психологічну драму «EQUUS» («Еквус») в незалежній Україні вперше було поставлено у Коломийському академічному обласному українському драматичному театрі ім. Івана Озаркевича. Режисером містерії виступив Юрій Мельничук, художник-постановник – Мар'ян Савицький. Головні ролі виконали Петро Чичук та Віталій Сичевський.
2018 року київський Театр Єсіних отримав права від британського правовласника та зробив офіційний переклад (автор перекладу з англійської – Алла Демура, 2017). Режисери вистави – Алла Демура та Олексій Єсін. Роль психіатра Мартіна Дайзарта виконав Владислав Попко, Алана Стренга – Артем Пльондер.